# كرايغ ر. مكينلي
كرايغ ر. مكينلي (بالإنجليزية: Craig Richard McKinley)‏ هو ضابط أمريكي، ولد في 6 مايو 1952 في جاكسونفيل في الولايات المتحدة.